# آمفیبیا
آمفیبیا (به انگلیسی: Amphibia) یک انیمیشن سریالی آمریکایی می‌باشد که توسط مت برالی خلق شده‌است و از ۱۷ ژوئن سال ۲۰۱۹ تا ۱۴ مهٔ سال ۲۰۲۲ در شبکه دیزنی پخش می‌شد. از صداپیشگان این انیمیشن سریالی می‌توان از برندا سونگ، جاستین فلبینگر، بیل فارمر، آماندا لیتون، آنا آکانا، تروی بیکر، هیلی تیو و کیث دیوید نام برد.
آمفیبیا به‌طور کلی با تحسین منتقدان مواجه شده‌است که شخصیت‌ها، انیمیشن، صداپیشگی، طنز و وزن احساسی را مورد تحسین قرار داده‌اند.